# Mercia uralkodóinak listája
Mercia a 7 angolszász királyság egyike, amelyet az angolok alapítottak 488 körül.
A Merciai dinasztia eredete Odintól
| Portré/Érme                                                | Uralkodó       | Névváltozat          | Uralkodott | Címe                                                                         | Megjegyzés                                     |
| ---------------------------------------------------------- | -------------- | -------------------- | ---------- | ---------------------------------------------------------------------------- | ---------------------------------------------- |
|                                                            | Icel           | Icil                 | 488–501    |                                                                              | Eomaer fia.                                    |
|                                                            | Cnebba         |                      | 501–566    |                                                                              | Icel fia.                                      |
|                                                            | Cynewald       |                      | 566–584    |                                                                              | Cnebba fia. Szül.: 512.                        |
|                                                            | Creoda         | Crida                | 584–593    | CREODA CYNEVVALDING MIERCNA CYNING CREODA REX MERCIA                         | Cynewald fia. Szül.: 540.                      |
|                                                            | Pybba          | Pibba Wibba Wybba    | 593–606    | PYBBA CREODING MIERCNA CYNING PYBBA REX MERCIA                               | Creoda fia. Szül.: 570 k..                     |
|                                                            | Ceorl          | Ceorl                | 606–626    | CEORL MIERCNA CYNING CEORL REX MERCIA                                        | Pybba testvére unokatestvére.                  |
|                                                            | Penda          |                      | 626–655    | PENDA PYBBING MIERCNA CYNING PENDA REX MERCIA                                | Pybba fia. Szül.: 605, megh.: 655. XI. 15-én.  |
|                                                            | Eawa           | Eawa                 | 635–642    |                                                                              | Penda testvére. Megh.: 642. VIII. 5-én.        |
|                                                            | Peada          |                      | 653–656    | PEADA PENDING MIERCNA CYNING PEADA REX MERCIA                                | Penda fia. Szül.: 635 k..                      |
| 655–658 között northumbriai királyok uralkodnak Merciában. |                |                      |            |                                                                              |                                                |
|                                                            | Wulfhere       |                      | 658–675    | VVLFHERE PENDING MIERCNA CYNING VVLFHERE REX MERCIA                          | Peada testvére. Szül.: 640 k..                 |
|                                                            | I. Æthelred    | MIERCNA CYNING       | 675–704    | ÆÞELRED PENDING MIERCNA CYNING ÆÞELRED REX MERCIA                            | Wulfhere fivére. Szül.: 645 k., megh.: 716.    |
|                                                            | Cœnred         | Cenred               | 704–709    | COENRED VVLFHERING MIERCNA CYNING COENRED REX MERCIA                         | Wulfhere fia. Szül.: 665 k..                   |
|                                                            | Ceolred        |                      | 709–716    | CEOLRED ÆÞELREDING MIERCNA CYNING CEOLRED REX MERCIA                         | I. Æthelred fiai.                              |
|                                                            | Ceolwald       |                      | 716        | CEOLVVALD ÆÞELREDING MIERCNA CYNING CEOLVVALD REX MERCIA                     | I. Æthelred fiai.                              |
|                                                            | Æthelbald      | Ethelbald            | 716–757    | ÆÞELBALD ALVVIHING MIERCNA CYNING ÆÞELBALD REX MERCIA ÆÞELBALD REX BRITANNIÆ | Eawa unokája.                                  |
|                                                            | Beornred       | Beornrad             | 757        | BEORNRED MIERCNA CYNING BEORNRED REX MERCIA                                  | ? Megh.: 769.                                  |
|                                                            | Offa           |                      | 757–796    | OFFA ÞINCFERÞING MIERCNA CYNING OFFA REX MERCIA OFFA REX ANGLORVM            | Eawa ükunokája. Megh.: 796. VII. 26/29-én.     |
|                                                            | Ecgfrith       |                      | 787–796    | ECGFRIÞ OFFING MIERCNA CYNING ECGFRIÞ REX MERCIA                             | Offa fia. Megh.: 796. XII. 14/17-én.           |
|                                                            | Cœnwulf        | Cenwulf              | 796–821    | COENVVLF CVÞBRYHTING MIERCNA CYNING COENVVLF REX MERCIA                      | Pybba hetedik leszármazottja.                  |
|                                                            | Szent Cynehelm | Kenelm Cenelm        | 798–812    | COENELM MIERCNA CYNING COENELM REX MERCIA                                    | Cœnwulf fia.                                   |
|                                                            | I. Ceolwulf    |                      | 821–823    | CEOLVVLF CVÞBRYHTING MIERCNA CYNING CEOLVVLF REX MERCIA                      | Cœnwulf testvére. Megh.: 823 után.             |
|                                                            | Beornwulf      |                      | 823–826    | BEORNVVLF MIERCNA CYNING BEORNVVLF REX MERCIA                                | -                                              |
|                                                            | Ludeca         |                      | 826–827    | LVDECAN MIERCNA CYNING LVDECAN REX MERCIA                                    | -                                              |
|                                                            | Wiglaf (1x)    |                      | 827–829    | VVIGLAF MIERCNA CYNING VVIGLAF REX MERCIA                                    | -                                              |
| 829–830 között wessexi királyok uralkodnak Merciában.      |                |                      |            |                                                                              |                                                |
|                                                            | Wiglaf (2x)    |                      | 830–839    | VVIGLAF MIERCNA CYNING VVIGLAF REX MERCIA                                    | -                                              |
|                                                            | Wigmund        |                      | 839–840    |                                                                              | Wiglaf fia.                                    |
|                                                            | Szent Wigstan  | Wystan               | 840–849    | VVIGSTAN MIERCNA CYNING VVIGSTAN REX MERCIA                                  | Wigmund, és Ælfflæd (I. Ceolwulf leánya) fia.  |
|                                                            | Beorhtwulf     | Berhtwulf            | 840–852    | BEORHTVVLF MIERCNA CYNING BEORHTVVLF REX MERCIA                              | Wigstan mostohaapjának az apja.                |
|                                                            | Burgred        | Burhred Burghred     | 852–874    | BVRGRED MIERCNA CYNING BVRGRED REX MERCIA                                    | Æthelflæd nagynénjének a férje. Trónfosztva.   |
|                                                            | II. Ceolwulf   |                      | 874–883    | CEOLVVLF MIERCNA CYNING CEOLVVLF REX MERCIA                                  | Wigstan fia.                                   |
|                                                            | II. Æthelred   |                      | 883–911    | ÆÞELRED                                                                      | - Szül.: 870 k..                               |
|                                                            | Æthelflæd      | Ethelfled Ethelfleda | 911–918    | EÞELFLEDA                                                                    | II. Æthelred felesége. Szül.: 872.             |
|                                                            | Ælfwynn        | Ælfwynna             | 918–919    | ÆLFVVYNN                                                                     | II. Æthelred, és Æthelflæd leánya. Szül.: 888. |
| 919-től wessexi királyok uralkodnak Merciában.             |                |                      |            |                                                                              |                                                |

## Fordítás
- Ez a szócikk részben vagy egészben  a   Liste der Könige von Mercia című német Wikipédia-szócikk ezen változatának fordításán alapul.  Az eredeti cikk szerkesztőit annak laptörténete sorolja fel. Ez a jelzés csupán a megfogalmazás eredetét és a szerzői jogokat jelzi, nem szolgál a cikkben szereplő információk forrásmegjelöléseként.